# Grudziądz (comune rurale)
Grudziądz (in tedesco Graudenz) è un comune rurale polacco del distretto di Grudziądz, nel voivodato della Cuiavia-Pomerania.
Ricopre una superficie di 166,93 km² e nel 2007 contava 11 134 abitanti.
Il capoluogo è Grudziądz, che non fa parte del territorio ma costituisce un comune a sé.